# Christusreliquie
Als Christusreliquie oder Herrenreliquie bezeichnet man Reliquien Jesu Christi. Diese Reliquien stehen bei vielen katholischen und orthodoxen Christen in hoher Verehrung.
Als wichtigste Christusreliquie kann das Heilige Kreuz gelten, an dem Jesus Christus starb. Etliche Gläubige halten auch das Turiner Grabtuch für eine Christusreliquie, weil der Tradition nach in dieses Leinentuch der Leichnam Jesu gehüllt und in das Felsengrab gelegt wurde. Die römisch-katholische Kirche bezeichnet das Turiner Grabtuch jedoch als Ikone.
Die meisten Christusreliquien werden in der Basilika Santa Croce in Gerusalemme in Rom aufbewahrt. Nachbildungen von Christusreliquien wurden mit den römischen Reliquien in Kontakt gebracht und dadurch selbst zu Berührungsreliquien; fachlich spricht man hier von Reliquien dritter Klasse. Reliquien erster Klasse sind Teile des Körpers z. B. Gebeine.
Die Authentizität der Christusreliquien ist umstritten. Viele Untersuchungen der zumeist erst im Mittelalter aufgetauchten Reliquien sprechen etwa für teilweise erheblich spätere Entstehungszeiten.

## Reliquien erster Klasse
Der Ansicht, es könne keine Reliquien erster Klasse Jesu Christi und Mariens geben, liegt der Glaube zugrunde, beide seien leiblich in den Himmel aufgenommen worden. Für Reliquien Christi werden zuweilen solche Teile des Körpers angesehen, die vor der leiblichen Aufnahme in den Himmel auf der Erde verblieben. Dazu gehören:
- die Nabelschnur
- Haare
- Milchzähne
- die bei der Beschneidung entfernte Vorhaut
- das bei der Passion vergossene Blut

## Reliquien zweiter Klasse

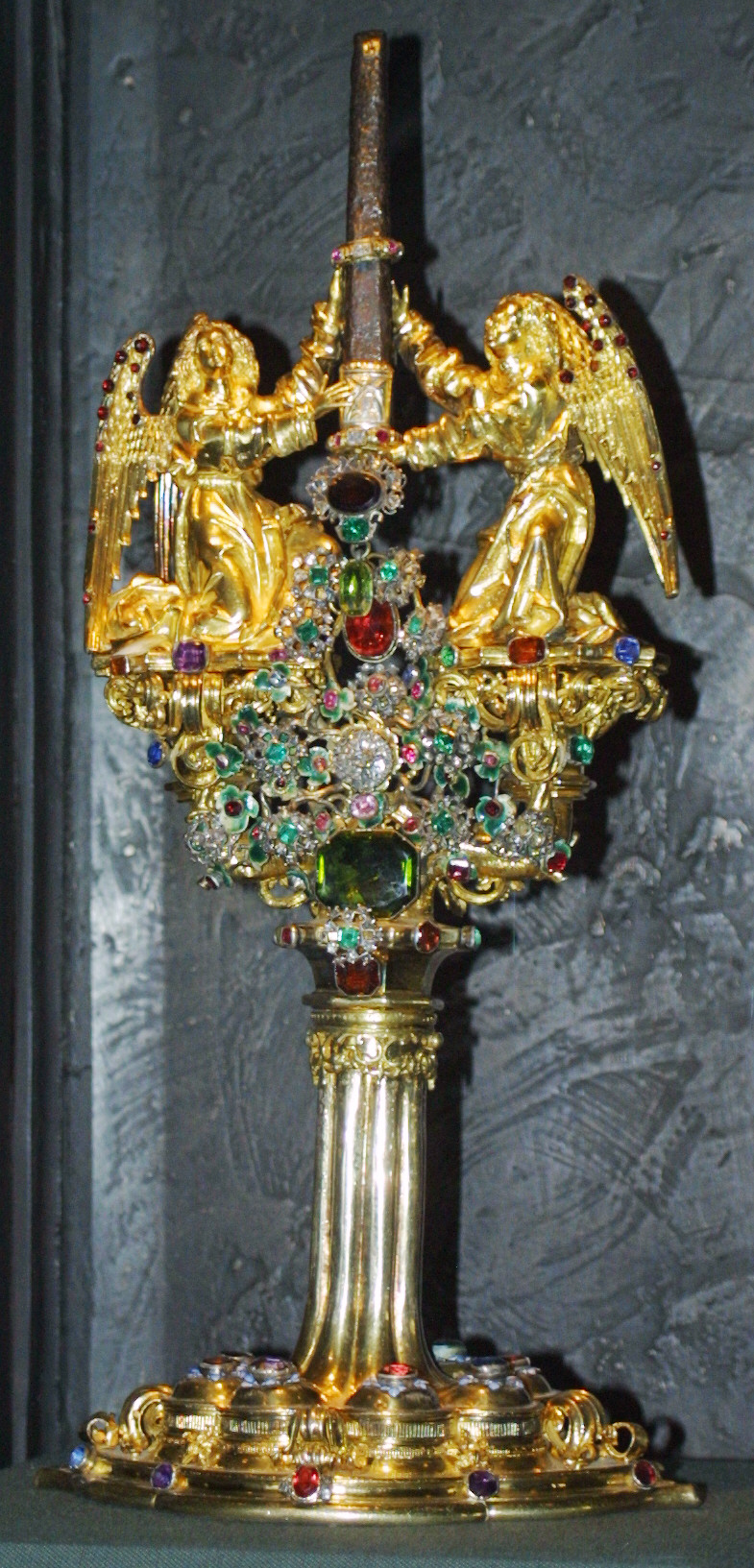
Reliquiar mit einem der Heiligen Nägel im Bamberger Dom

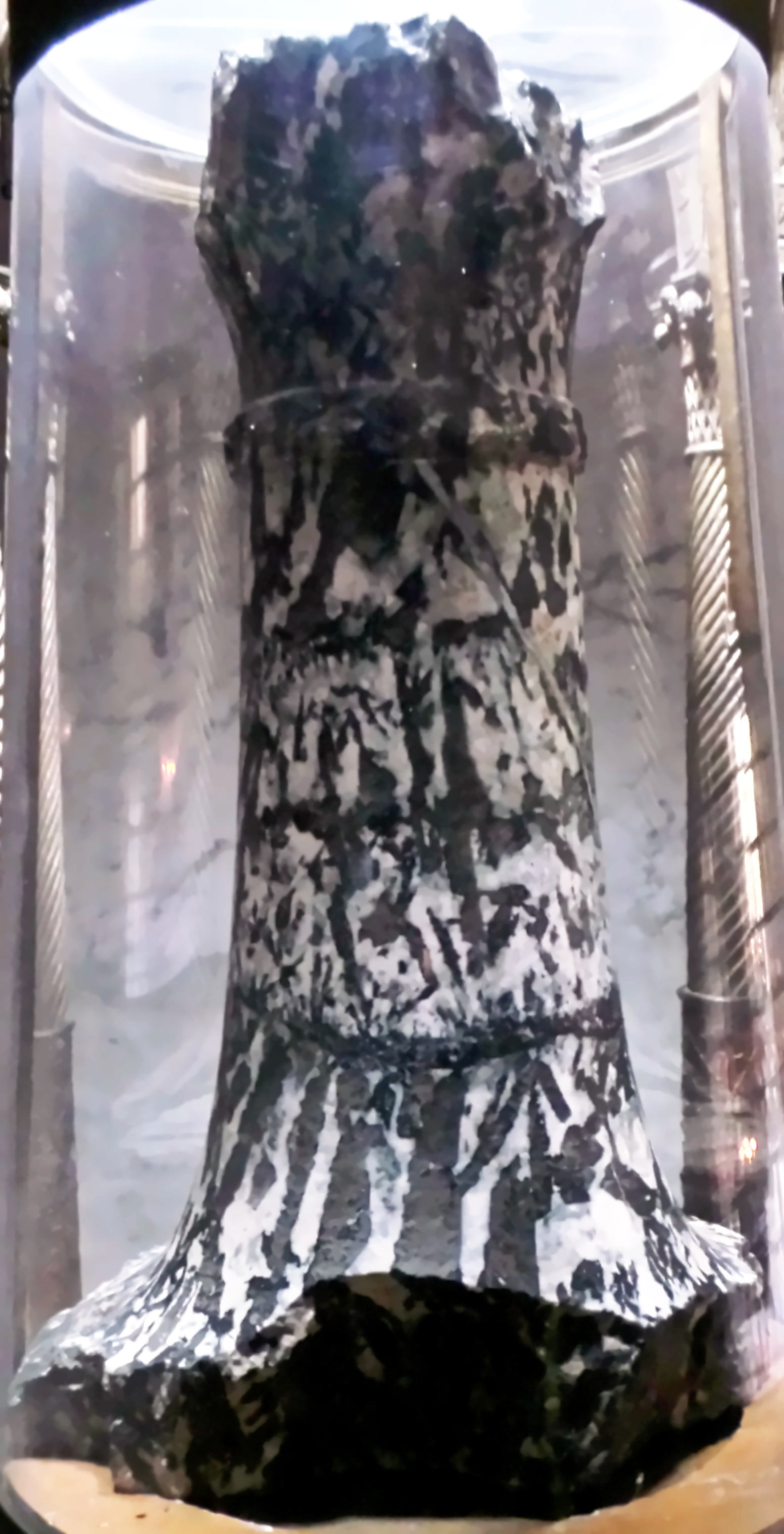
Nahaufnahme der Geißelsäule aus der Kirche Santa Prassede in Rom

Als Christusreliquien zweiter Klasse werden unter anderem die Leidenswerkzeuge bei der Passion Christi angesehen, daneben aber auch Fußabdrücke Jesu in den Kirchen Santa Maria in Palmis und San Sebastiano an der Via Appia Antica, der Stelle, an der Jesus der Überlieferung zufolge Petrus traf. Fünf Bretter aus dem Holz eines Maulbeerbaums, die als Reliquien der Krippe Jesu verehrt werden, befinden sich in der Confessio der Basilika Santa Maria Maggiore. In einer Kapelle in der Nähe der Laterankirche werden achtundzwanzig Stufen gezeigt, die Scala Santa, die Jesus an dem Abend hinaufgestiegen sein soll, an dem Pontius Pilatus ihn zum Tode verurteilte.

### Leidenswerkzeuge
- das Heilige Kreuz, das von Kaiserin Helena durch aufwendige Ausgrabungen in einer Zisterne wenige Meter neben dem Golgotha-Hügel gefunden wurde.
- der Titulus, die Inschrift, die über dem Kreuz angebracht wurde. Dort ist „Jesus von Nazareth König der Juden“ in hebräischer, lateinischer und griechischer Sprache zu lesen: INRI. Auch diese Tafel wurde in der Zisterne zusammen mit dem Kreuz Jesu aufgefunden. Die Auffindung des Kreuzes, des leeren Grabes und der Hinrichtungsstätte Golgotha mit den Löchern, in die die Kreuze gestellt waren, durch Kaisermutter Helena war Anlass zum Bau der Grabeskirche in Jerusalem. Etwa zwei Drittel des Kreuzes wurden in die Palastkapelle der heiligen Helena Santa Croce in Gerusalemme nach Rom und später zu ihrem Sohn Konstantin nach Konstantinopel gebracht. Ein Drittel dieser Kreuzreliquie verblieb wahrscheinlich in Jerusalem, wo sie alljährlich beim Hochfest Kreuzerhöhung dem Volk gezeigt wurde.
- der Heilige Nagel wurde ebenfalls von der hl. Helena zusammen mit den schon genannten Gegenständen aufgefunden. Mit ihm soll Jesus ans Kreuz geschlagen worden sein. Es handelt sich dabei um einen Nagel römischer Machart aus dem 1. Jhd. nach Christus.
- die Heilige Lanze: Mit ihr öffnete der Legende nach der römische Soldat Longinus Jesu Seite. Die Lanze war nicht nur Reliquie, sondern auch führendes Herrschaftszeichen und erster nachweisbarer Bestandteil der Reichskleinodien.
- die Dornenkrone: Die christlich-griechischen Schriften berichten in Matthäus 27:29, Markus 15:17 und Johannes 19:2, dass Jesus von römischen Soldaten eine Dornenkrone aufgesetzt wurde. Zusammen mit einem Schilfrohr als Zepter und einem roten Umhang statteten ihn die Soldaten zum Spott mit „königlichen“ Attributen aus, während sie ihn misshandelten, weil er als König der Juden bezeichnet wurde (Matthäus 27:11; Markus 15:2; Lukas 23:3). Heute ist die Reliquie dieser Krone nur noch ein kahler Kranz, der in der Kathedrale Notre-Dame de Paris verwahrt wird, denn die Dornen wurden im Laufe der Jahrhunderte als Einzelreliquien verteilt.
- der beim Abendmahl Jesu verwendete Kelch: Der mythologische Heilige Gral gilt in legendarischen Überlieferungen als der Kelch, den Christus beim letzten Abendmahl mit seinen Jüngern benutzte und in dem Josef von Arimathäa das Blut Christi unter dem Kreuz aufgefangen haben soll, wie in apokryphen Schriften berichtet wird.
- das Tischtuch des letzten Abendmahls.[2] Es befindet sich im Museum der Kathedrale von Coria.[3] Weitere Exemplare (Stücke davon) sind bei den Reliquien des Veitsdomes in Prag und im Bestand der Schatzkammer in Wien erwähnt.
- das Schweißtuch der Veronika: der Überlieferung zufolge reichte Veronika ihr Tuch Jesus auf dem Weg nach Golgota, um Schweiß und Blut von seinem Gesicht abzuwischen. Dabei soll sich das Gesicht Jesu auf wunderbare Weise auf dem Schweißtuch als sogenanntes Veronikabild (Vera icon) eingeprägt haben.
- Der heilige Schwamm: Der Schwamm, der den Evangelien zufolge in Essig getaucht und Christus zur Löschung seines Durstes dargeboten wurde – einer Überlieferung zufolge durch einen Soldaten namens Stephaton –, wurde in verschiedene Stücke aufgeteilt. Ein großes Stück befindet sich in Frankreich, kleinere Teile werden in Reliquiaren in San Giovanni in Laterano, Santa Maria Maggiore und im Aachener Domschatz aufbewahrt.
- die Geißelsäule: Ein Teil des Pfahls, an den Christus bei seiner Geißelung gefesselt wurde, wird in der Kirche Santa Prassede in Rom gezeigt
- der Stein, an dem Judas Iskariot der Überlieferung nach den Herrn verriet
- die Palmen, mit deren Zweigen man Jesus beim Einzug in Jerusalem am Palmsonntag geehrt hatte

### Kleidungsstücke
- der Heilige Rock (die Tunika Jesu: die bekannteste Reliquie dieser Art ist im Trierer Dom aufbewahrt, sie gehörte zu den bedeutendsten Reliquien in Deutschland und wurde der Überlieferung zufolge von der heiligen Helena der Trierer Kirche geschenkt)
- die Sandalen Christi
- das Schweißtuch von Oviedo (war angeblich um das Haupt Jesu Christi gewickelt)
- die Windel Jesu, eine der Reliquien des Aachener Doms
- das Schürztuch Christi,[4] das er bei der Fußwaschung trug, aufbewahrt in der Schatzkammer in Wien.

### Sonstige Reliquien
- ein Finger des Apostels Thomas, den dieser dem Auferstandenen in die Wunden gelegt hatte
- in der Kirche Santa Maria in Organo in Verona, einer früheren Ordenskirche der Olivetaner, wird seit spätestens dem 16. Jahrhundert ein hölzerner Esel (Muletta, vgl. Palmesel) gezeigt, von dem man annimmt, dass sich in seinem Inneren die Gebeine des Esels befänden, der Jesus beim Einzug in Jerusalem trug. Obwohl gelegentlich ein Entstehungsdatum um die Mitte des 13. Jahrhunderts angeführt wird, finden sich nachweislich erste Erwähnungen ab 1607 in der Chronik eines Mönchs, der die jährliche Palmprozession mit dem Reliquar als „altehrwürdigen und frommen Brauch“ bezeichnet. Der Esel, mit Palm- und Olivenzweigen geschmückt, wurde nach der Segnung der Palmzweige unter Glockengeläut in einer Prozession durch die Straßen der Stadt getragen. Seit 1965 wird er ganzjährig auf einem Piedestal auf dem Altar der Benediktskapelle gezeigt.[5][6]

#### Fußabdrücke
- Himmelfahrtskapelle (Jerusalem)

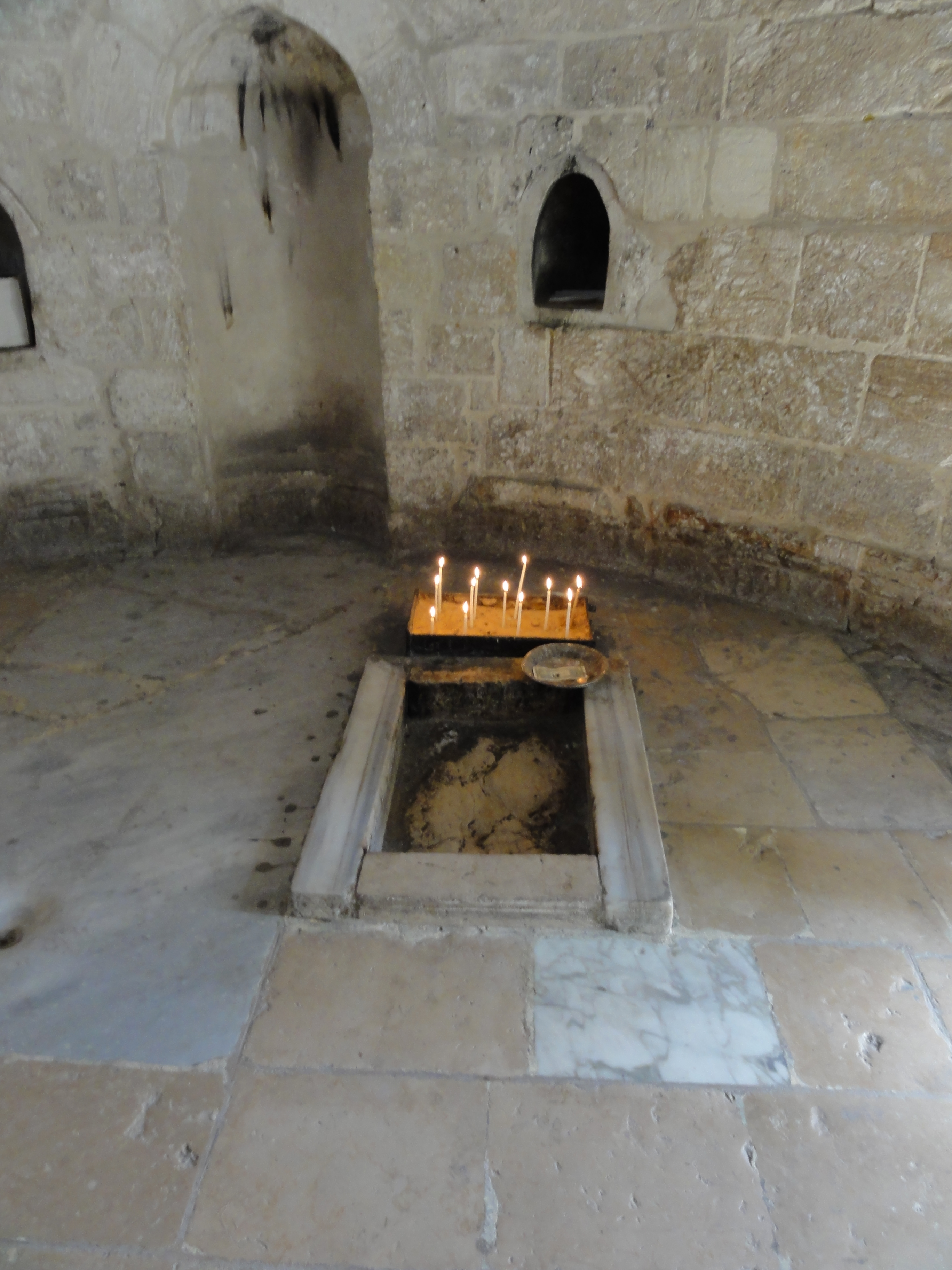
Letzter Fußabdruck Christi in der Himmelfahrtskapelle

Die Himmelfahrtskapelle ist auf der höchsten Stelle des Ölbergs in Jerusalem östlich der Altstadt gelegen. Sie befindet sich an der Stelle, von der aus – der Überlieferung zufolge – Jesus Christus zum Himmel aufgefahren ist (Apg 1,9 EU).
Die Kreuzfahrer errichteten das – wahrscheinlich überdachte – Erdgeschoss der heutigen Kapelle um das Jahr 1150 über dem Stein mit dem 'Fußabdruck des Herrn'. Nach der Eroberung Jerusalems durch Saladin wurde der Bau 1187 in eine Moschee umgewandelt, was er bis heute offiziell auch ist (Himmelfahrtsmoschee).
- Kirche Santa Maria in Palmis

Fußabdrücke Jesu in der Kirche Santa Maria in Palmis (Domine, quo vadis?) an der Via Appia Antica

Im Innenraum der Kirche von Santa Maria in Palmis befindet sich in der Nähe des Hauptportals die Kopie eines Steins (Original in San Sebastiano alle Catacombe) mit Fußabdrücken, die der Legende nach von Jesus Christus stammen.
- Marienkirche von Sacha

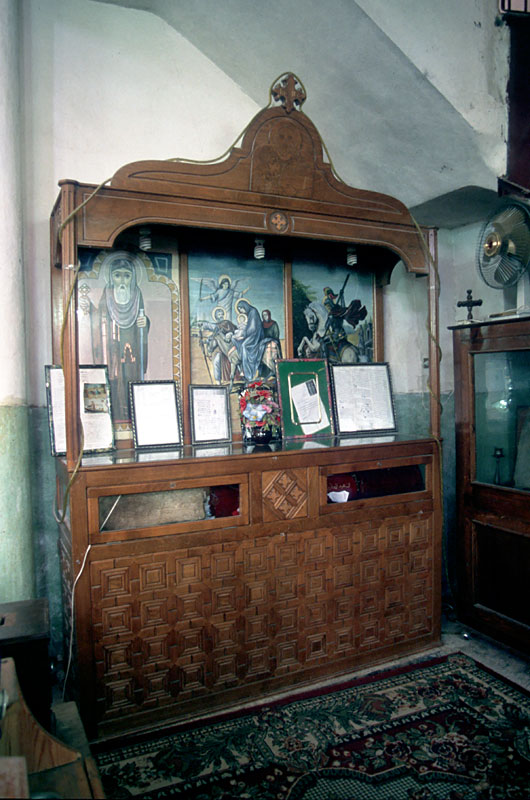
Reliquienschrein in Kirche der hl. Jungfrau Maria von Sacha

In der Südostecke der Kirche der hl. Jungfrau Maria von Sacha befindet sich der „Bicha Isous“, der Fußabdruck Jesu.